# Гильманова, Мария Викторовна
Мария Викторовна Гильманова (род. 20 июля 2002 года) — российская спортсменка, стрелок из лука. Серебряный призер первенства мира в командных соревнованиях (2021). Бронзовый призер первенства Европы в помещении в командных соревнованиях (2022).  
Двукратная чемпионка России в личных соревнованиях (2022, 2024). Двукратный серебряный (2023, 2024) и бронзовый (2025) призер чемпионата России в командных соревнованиях. Бронзовый призер чемпионата России в смешанных командах (микст) (2022). Серебряный (2022) и двукратный бронзовый (2021, 2023) призер чемпионата России в помещении в командных соревнованиях. Победитель I Всероссийской спартакиады по летним видам спорта среди сильнейших спортсменов 2022 года в командных соревнованиях.
Мастер спорта России (2019). Мастер спорта России международного класса (2023).
Член основного состава сборной команды России по стрельбе из лука.